# Canarana
Canarana là một đô thị thuộc bang Bahia, Brasil. Đô thị này có diện tích 617,991 km², dân số năm 2007 là 23357 người, mật độ 37,8 người/km².